# The Dark Is Rising
The Dark Is Rising (no Brasil, Rebelião das Trevas) é uma série de cinco livros de fantasia contemporânea infanto-juvenil escritos pela autora britânica Susan Cooper, publicados entre 1965 e 1977. The Dark Is Rising o segundo livro da série, foi publicado em 1973.
A série é às vezes chamada de The Dark is Rising Sequence, que é o título de sua edição publicada no Reino Unido (primeiro em 1984) e sua edição de conjunto de caixas nos Estados Unidos (primeiro em 1986). Ela retrata uma luta entre as forças do bem e do mal chamadas de Luz e de Trevas e é baseado em lendas arturianas, e mitologias celta e nórdica. Crianças tanto mágicas e comuns são proeminentes ao longo da série. Foi inaugurado em 1965 com a publicação no Reino Unido de Over Sea, Under Stone, por Jonathan Cape. As sequencias foram publicadas entre 1973-1977, quase simultaneamente no Reino Unido e nos Estados Unidos. O quatro volumes, The Grey King (1975), ganhou a Medalha Newbery, reconhecendo no ano como a "contribuição mais distinta à literatura americana para crianças", e o prêmio inaugural Tir na n-Og para livros de língua inglesa com fundo galês. A conclusão Silver on the Tree (1977) também ganhou o prêmio anual Tir na n-Og.
O romance The Dark Is Rising caracteriza Will Stanton, 11 anos, que aprende em seu aniversário que ele é um "velho" e, portanto, esta destinado a exercer os poderes da luz na luta antiga, com as trevas. Nos Estados Unidos recebeu um Newbery Honor Book (segundo lugar para a medalha). Sua adaptação para o cinema de 2007, intitulado The Seeker na América e The Dark is Rising na Grã-Bretanha, fizeram importantes mudanças no enredo e personagens a partir do livro.

## Capítulos
Over Sea, Under Stone (Sobre o Mar, Sob a Pedra) é também o título do primeiro livro na série, cujo trio principal são Simon, Jane e Barney, eles encontram o mapa para uma chave que leva ao graal, uma fonte de poder contra o mal conhecido como as trevas. Foi o segundo título da coleção que chegou ao Brasil, onde foi lançado em 2009.
The Dark Is Rising (Os Seis Signos da Luz) é também o título do segundo livro na série, cujo personagem principal é um menino de onze anos que descobre que não é um ser humano comum, ele é o último Ancião, com poderes especiais. Foi o primeiro título da coleção que chegou ao Brasil, onde foi lançado em 2007.
 Greenwitch (A Feiticeira Verde) é também o título do terceiro livro na série, cujo quarteto principal são Will, Barney, Simon e Jane vão ter que recuperar o Graal das trevas e reaver o manuscrito místico, para reaver tanto o manuscrito quanto o graal vão precisar se envolverem com o misterioso ritual da feiticeira verde. Foi o terceiro título da coleção que chegou ao Brasil, onde foi lançado em 2010.

## Recepção
John Clute escreveu para o The Encyclopedia of Fantasy, "O conto em geral evolui - não sem uma ocasional narrativa confusa em paradoxos do tempo e quebra-cabeças que devem ser confrontados - em direção a um clímax cautelosamente afirmativo em que parece que os vários protagonistas jovens mais Bran Davies (filho do Rei Arthur) podem ter sucesso em protelar entropia e totalitarismo."

## Livros
Títulos dos livros da série escrita por Susan Cooper:
1. Over Sea, Under Stone (Sobre o Mar e Sob a Pedra) - 1965
2. The Dark Is Rising (Os Seis Signos da Luz) - 1973
3. Greenwitch (A Feiticeira Verde) - 1974
4. The Grey King (O Rei Cinzento) - 1975
5. Silver on the Tree (Prata na Árvore) - 1977

## Adaptação
The Dark Is Rising, o segundo livro da série, foi adaptado para o cinema com o título de The Seeker. No Brasil o filme se chamou Os Seis Signos da Luz, mesma tradução da edição brasileira do livro.